# Orczy-park
Az Orczy-park vagy Orczy-kert (korábbi nevén Asztalos János Ifjúsági Park) egy közpark Budapest VIII. kerületében. A területén jelenleg foci-, futó- és kosárlabdapálya, szórakoztató helyiségek, sétautak és egy tó is található. Itt volt a Bárka Színház is. A park felújítási munkálatok miatt 2018. áprilisáig zárva volt, azóta ismét látogatható.

## Története
Az Orczy-kert területét Orczy Lőrinc báró vásárolta meg 1783-ban. A  ligetes, nádas, tavas majorságok jó vadászterületnek kínálkoztak neki, közel a fővároshoz. Fia, Orczy László (1750-1807) fogott aztán hozzá az akkori Pest legnagyobb és legszebb angolkertjének megteremtéséhez.
1794-től 300 000 facsemetét ültettek el.

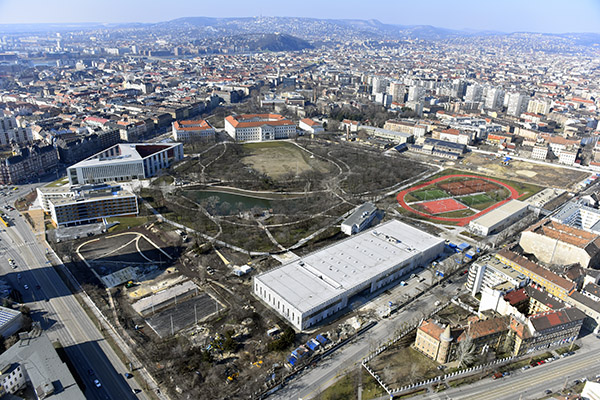
Sportpályák az Orczy-parkban légi felvételen

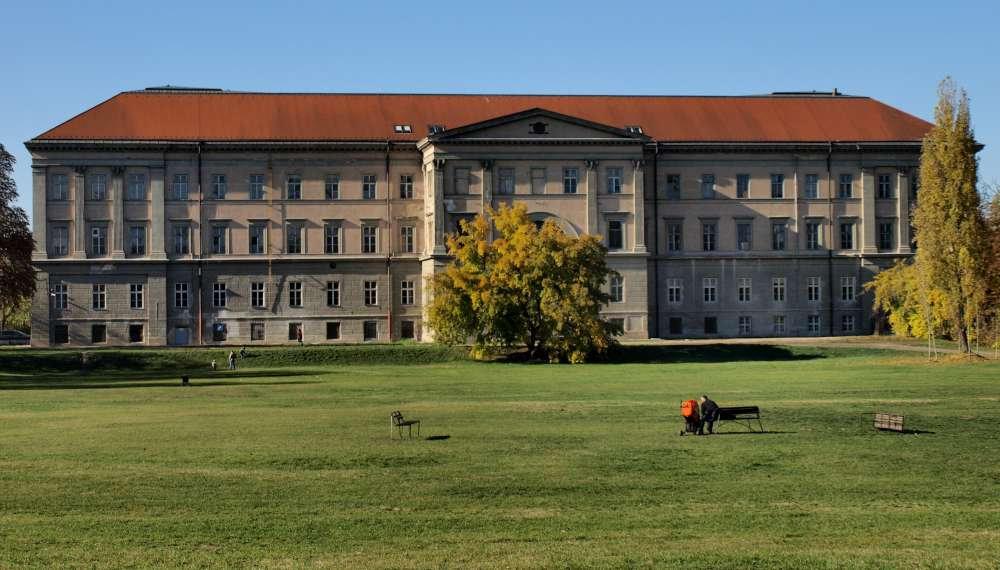
A Ludovika Akadémia főépülete az Orczy-kert felől a felújítás előtt

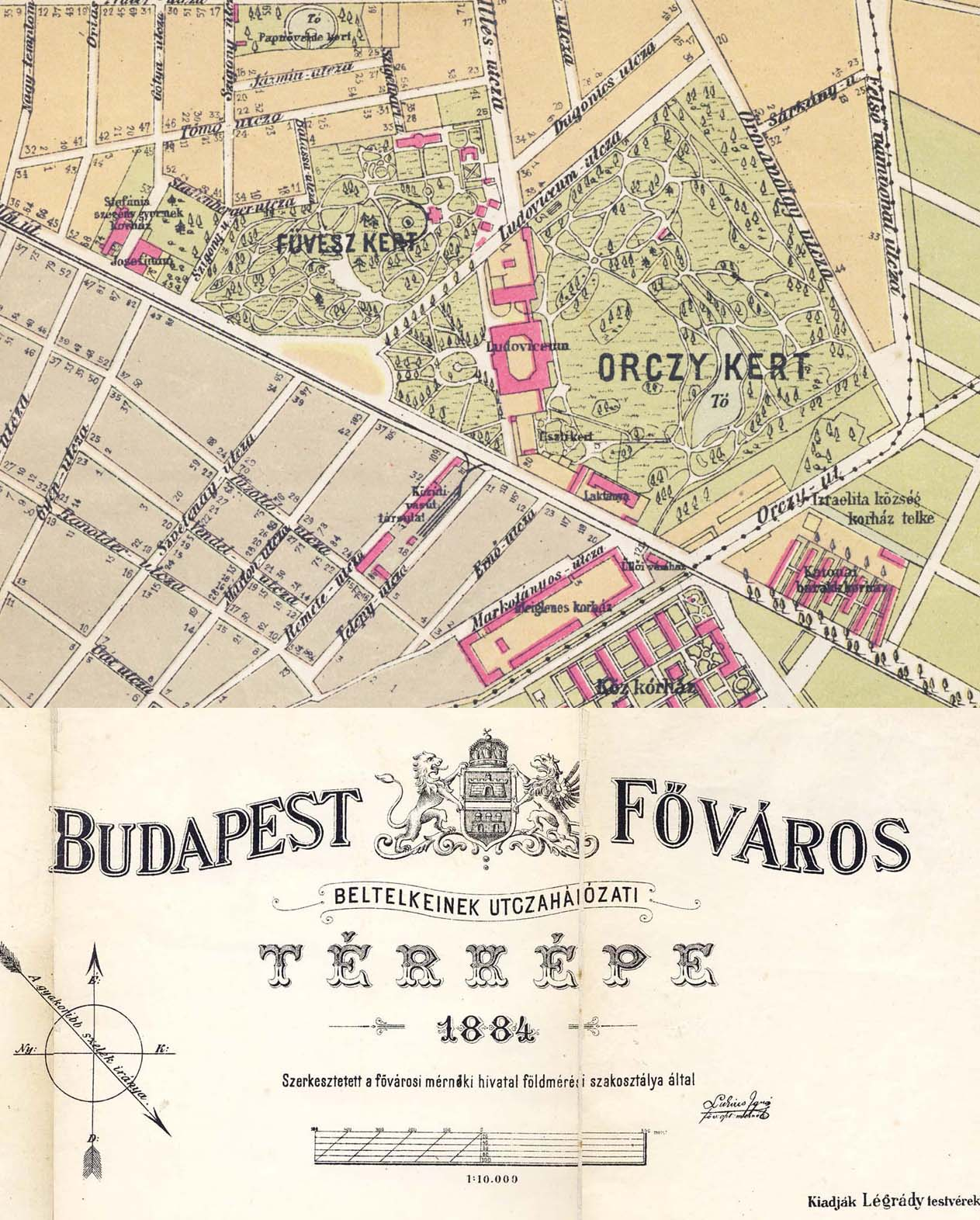
Térkép

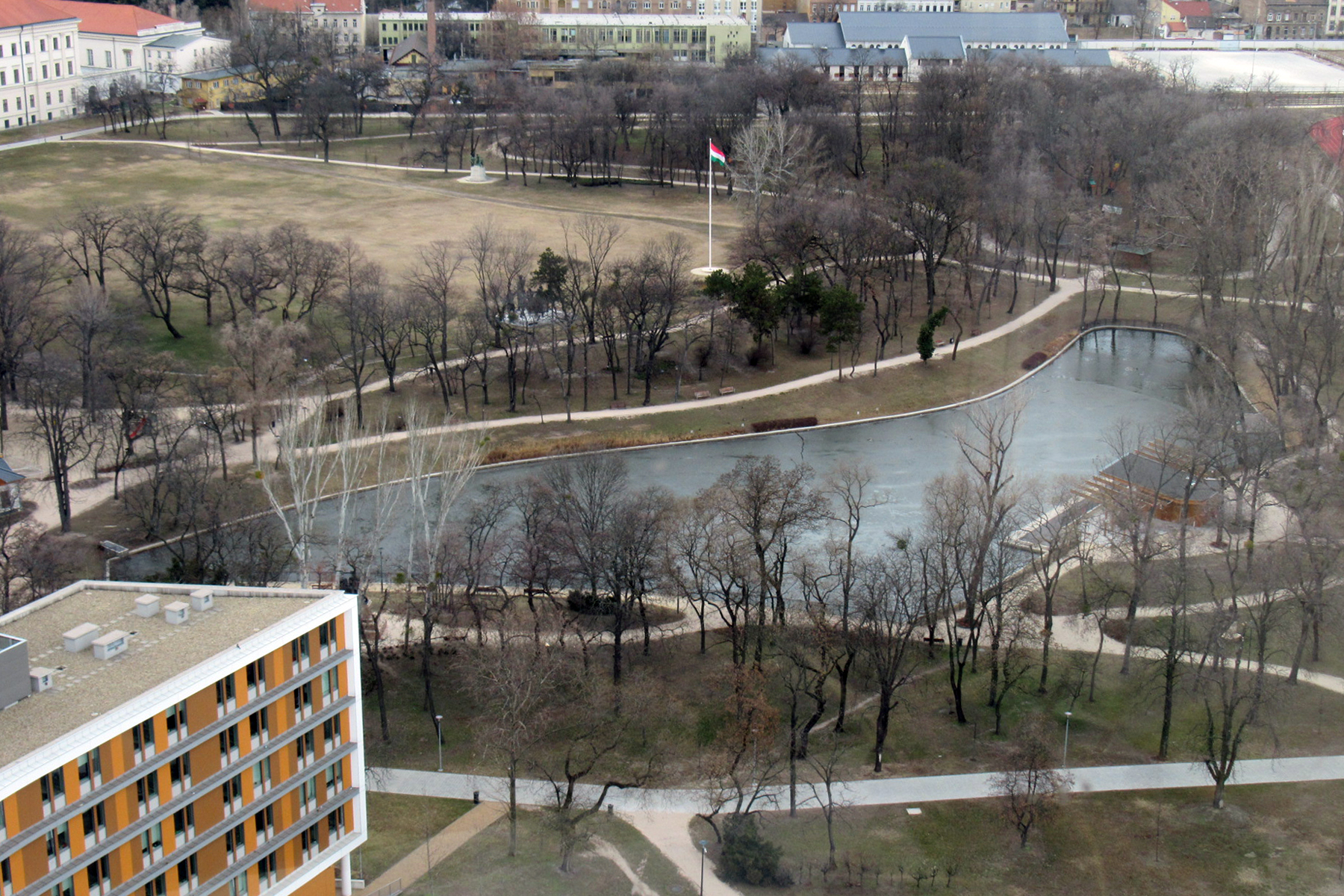
Tó az Orczy-kertben

A század végén a kertet megnyitották a széles közönség számára is. Hamar divatos kirándulóhellyé vált. 1815-ben három monarcha (I. Ferenc császár, I. Sándor orosz cár és III. Frigyes Vilmos porosz király) is meglátogatta a parkot. 1817-1820 között felépült az ország akkori legnagyobb üvegháza is.
1829-ben a kertet a magyar katonatisztképzés számára megvásárolták, egy részét pedig házhelyeknek adták el. A nyilvános park ezzel megszűnt. 1830 és 1836 között Pollack Mihály tervei alapján ide építették a Mária Ludovika Magyar Hadi Tanodát, majd a Ludovika Akadémiát.
1849 után Petz Ármin kerttervező gondjaira bízták a parkot, aki igyekezett a kertet eredeti stílusában helyreállítani. Az 1850-es években Szekrényessy József, Széchenyi István belső munkatársa és bizalmasa, Pest első közjegyzője, a Margitsziget, Lóversenypálya, Laszlovszky major, Vigadó, Rumbach, Császár - és Rudas fürdők stb. bérlője kezelésében állt, aki sokat tett a park kialakítása és gondozása körül. Fia, az első magyar úszó, első sportlap alapító, első Balaton-átúszó, Szekrényessy Kálmán (1846-1923) ifjúsága éveiben sokat végzett itt úszó és atlétikai edzéseket.
1867 után a kert egyre rosszabb állapotba került, leégett az üvegház is és cirkusz ütött tanyát a parkban. 1873-ban a Fővárosi Közmunkák Tanácsa rendbe hozatta a parkot. Mégsem válhatott közparkká, hanem a katonai Akadémia vette kézbe, gyakorlóteret, és lovaspályát építettek benne.
1891-ben Budapest lemondott az Orczy-kert használatáról.
A második világháború után a Kossuth Lajos Katonai Akadémia, cipőgyár, BKV buszgarázs, különféle intézmények és az Úttörőszövetség költözött ide. 1990-ig az Asztalos János Ifjúsági Park nevet viselte. A kert az 1960-as évek végén már csak tizennégy hektáros volt. A Ludovika lovardájában nyílt meg az Alfa mozi, ami aztán 1992-ben leégett. Felújítása után a Magyar Természettudományi Múzeum  kiállítási épülete lett.
1996-ban itt forgatták Tímár Péter Csinibaba című filmjének egyes jeleneteit.
1998-ban az Animal Cannibals itt forgatta a ,,Mindenki" című sláger videóklipjét, egy elhagyatott medencében, és a ,,Remix" című album CD változatának a hátulján is ez a medence látható.
A VIII. kerület közparkjaként üzemelő kertet 2010-re - 300 millió forintos költségen igényesen felújították. 2012 óta a Nemzeti Közszolgálati Egyetem kezeli. 2010-es évek végére a park egy részén, zöld területeken az egyetem épületei lettek felhúzva. A parkban működő Kresz-parkot elbontották. Az építkezések kivitelezéséhez mintegy 277 fát vágtak ki, mely a park teljes faállományának több mint 10%-át tette ki, ugyanakkor a 2017-es felújítás során 900 fát ültettek el a park területén és az Orczy-kert a teljes beruházás végére közel 1 hektárral nagyobb, fával borított zöldterülettel bővült. Az Orczy-kert belváros felöli szélén a Ludovika téren működött Raoul Wallenberg Humán Szakközépiskolát, a diákok és a szakma tiltakozása ellenére, a VI. kerületi Rippl-Rónai József utcába költöztették, épületét az NKE-hez csatolták. Az Üllői út Orczy-kert felöli oldalán, az egykori Bárka Színháznak hasonló sors jutott. A teátrumot anyagilag fokozatosan ellehetetlenítették, majd 2017-ben az NKE Ludovika Vívóterme lett. Az átalakítások, bontások és építkezések több mint 50 milliárd forint költséget tettek ki.
A parkban volt egy elhagyatott medence, amelyet a 2012-2018 között tartó felújítás során elbontottak.

## Lásd még
- Füvészkert
- Nagyvárad tér
- Magyar Természettudományi Múzeum
- Magyar Királyi Honvéd Ludovika Akadémia
- Budapest parkjainak listája